# Viktoria Kómova
Viktoria Aleksándrovna Kómova (en ruso: Виктория Александровна Комова; Vorónezh; 30 de enero de 1995) es una gimnasta rusa, campeona en barras asimétricas y subcampeona en el concurso completo de Tokio 2011, así como también en el concurso completo de Londres 2012. Ganó la medalla de oro —empatada con Fan Yilin, Madison Kocian y Daria Spiridonova— en barras asimétricas en el Mundial de Glasgow 2015.

## Biografía
Viktoria Kómova nació el 30 de enero de 1995, en Vorónezh, Rusia. Es hija de los gimnastas Vera Kolesnikova y Alexander Komov. Su madre fue campeona del concurso completo de los Goodwill Games de 1986.
Se inició en la gimnasia cuando tenía cuatro años. En 2012, Kómova explicó que su madre la introdujo en ese deporte («fue mi entrenadora durante mis primeros tres años»). Cuando tenía siete años de edad, Gennady Yelfimov se convirtió en su entrenador. Se clasificó para los Juegos Olímpicos de Londres 2012, su primera olimpiada, y repitió en Río de Janeiro 2016.

## Carrera junior

### 2010
A finales de abril participó en el Campeonato Europeo de Gimnasia de 2010 en Birmingham, Reino Unido. Contribuyó a la puntuación de 57.050 del equipo ruso en el concurso completo, obteniendo el primer lugar. Individualmente, ganó la final del concurso completo con 58.375 puntos.
En las finales por aparatos, obtuvo el primer puesto en salto con 14.425 puntos y el segundo en la barra de equilibrio con 14.625 puntos. En agosto, compitió en los Juegos Olímpicos de la Juventud Singapur 2010. Antes de las competiciones, dijo: «Es una gran responsabilidad ser la única gimnasta rusa en la competición. Hay mucha presión sobre mis hombros porque gané el Campeonato Europeo Júnior. Espero ganar una medalla ya sea en el concurso individual o en algún aparato y espero que sea de oro».
En Singapur, ganó el concurso completo con 61.250 puntos, ganando a la china Tan Sixin y a la italiana Carlotta Ferlito. En las finales por aparatos, obtuvo el primer puesto en salto con 15.312 puntos y en barras asimétricas con 14.525 puntos, además de un bronce en suelo con 14.175 puntos. Finalizó en séptimo lugar en la final de barra de equilibrio, con 12.000 puntos.
En noviembre se celebró la Freddy Cup Grand Prix," en Cagliari, Cerdeña. Donde Kómova se colocó en primer lugar en barras asimétricas con 15.500 puntos y en segundo en la barra de equilibrio con 14.600 puntos. En diciembre, Kómova sufrió un esguince en el tobillo mientras caminaba por el gimnasio. El entrenador del equipo ruso, Andrei Rodionenko habló al respecto: «Esta lesión no tiene relación con el entrenamiento. La gimnasta tan solo paseaba por el gimnasio. Comenzará la rehabilitación en breve. El tiempo de recuperación todavía no está claro, según los médicos. Ahora todo está en las manos de la medicina».
A finales del año 2010, Viktoria declaró en la «International Gymnast Magazine» lo siguiente: «El mejor momento del año fue cuando recibí mi regalo de cumpleaños, un cachorrito Shih Tzu (llamado Kutya). Y por supuesto, conservo recuerdos muy alegres y positivos de mis actuaciones en el Campeonato Europeo de Gimnasia y en los Juegos Olímpicos de la Juventud. Para nosotros, Nochevieja es un momento para estar con la familia y siempre lo celebramos en casa. Como a todos nos encanta la pizza, y mi madre la prepara muy bien, la ayudamos a prepararla junto con otros platos en el año nuevo. A medianoche, es tradición descorchar el champán, desearnos un feliz año nuevo, intercambiar regalos y contemplar los fuegos artificiales que se organizan en la ciudad. Tras esto, salimos a la calle para unirnos a nuestros vecinos, ver juntos más fuegos artificiales y realizar diversos pasatiempos. Realmente quiero recuperarme rápido de mi lesión y prepararme para el campeonato ruso, además de competir exitosamente en el campeonato mundial y el europeo, así como superar mis exámenes escolares».

## Carrera sénior

### 2011
En febrero, volvió a lesionarse el tobillo en el Campeonato de Rusia. En mayo del mismo año, Kómova tuvo una cirugía artroscópica en el tobillo derecho en la Clínica Sporthopaedicum de Alemania. Según su entrenador Alexander Alexandrov, «Los doctores (rusos) tienen diferentes opiniones. Algunos recomendaban una cirugía, otros insistían en que la cirugía no era necesaria. Hasta el examen médico en Alemania. Allí, los médicos dijeron de inmediato que una operación era necesaria, ya que, si no se hacía, ella podía seguir lesionándose una y otra vez».
En julio, regresó a los entrenamientos. Alexandrov dijo, «Vika está entrenando ahora, pero no con toda su fuerza. Ella hace la parte general con todo el mundo, y luego un plan individual. Estamos esperando que ella puede competir en la Copa Mundial».
En agosto, compitió en la Copa Rusa en Ekaterimburgo. Ocupando el segundo lugar en el All-Around con 58.875 puntos. En las finales, llegó al primer lugar en las barras asimétricas con 15.875 puntos y en la barra de equilibrio con 15.525 puntos. En septiembre, participó en la Copa Mundial de Gimnasia Artística en Gante, Bélgica. Ocupó el primer lugar en barras asimétricas con 15.650 puntos. Más tarde, compitió en la Copa Dinamo en Penza, Rusia. Ganó el All-Around con 58.350 puntos. En las finales por aparatos, ganó en barras asimétricas con 15.667 puntos y en barra de equilibrio con 15.134 puntos, ocupó el quinto lugar en suelo con 13.567 puntos.
En octubre, concursó en el Campeonato Mundial de Gimnasia de 2011 en Tokio, Japón. Contribuyó al puntaje final del All-Around de 58.265 puntos, con lo cual el equipo ruso obtuvo el segundo lugar. En el All-Around individual obtuvo el segundo lugar con 59.349 puntos. Kómova dijo: «Mi salto no fue tan bien hecho como debió haber sido. En la barra (de equilibrio) tuve errores y mis barras (asimétricas) no fueron bien hechas. Mi rutina de piso fue mediocre. Hoy, en la barra (de equilibrio) no hice algunas conexiones, por consiguiente, esa fue la causa de la baja puntuación. Así que esta calificación es merecida. Pero los olímpicos están adelante». En las finales, ocupó el primer lugar en barras asimétricas con 15.500 puntos y octava en barra de equilibrio con 13.766 puntos.

### 2012
En mayo, participó en el Campeonato Europeo de Gimnasia en Bruselas. Contribuyó con puntajes de 15.508 en barras asimétricas y 14.916 en la barra de equilibrio, el equipo ruso finalizó en segundo lugar. En las finales por aparatos, se posicionó primera en barras asimétricas con 15.666 puntos y sexta en la barra de equilibrio con 13.100 puntos.

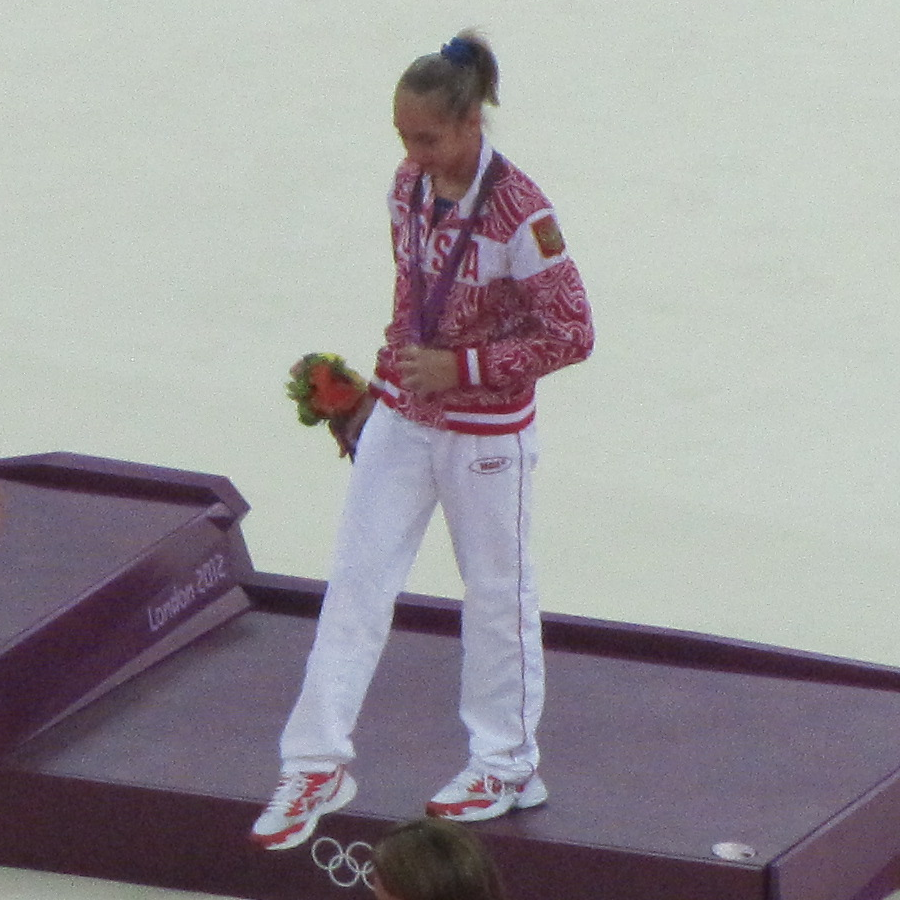
Kómova en la ceremonia de premiación de All-Around individual en Londres 2012.

En junio del mismo año, Kómova compitió en la Copa Rusa en Penza y ganó el All-Around con 60.767 puntos. En las finales por aparatos, ocupó el tercer lugar en barras asimétricas con 15.100 puntos, primera en la barra de equilibrio con 15.325 puntos y segunda en suelo con 14.300 puntos.

#### Londres 2012
A finales de julio, participó en los Juegos Olímpicos de Londres 2012. Calificó primera para el All-Around con un puntaje de 60.632, tercera para la final de barras asimétricas con 15.833 puntos y segunda para la final de la barra de equilibrio con 15.266 puntos. En la final por equipos, contribuyó con: 15.833 puntos en salto, 15.766 en barras asimétricas y 15.033 en la barra de equilibrio, finalizando el equipo ruso en segundo lugar. En el All-Around, se posicionó segunda con 61.973 puntos. Kómova dijo, «Me siento orgullosa de lo que he hecho hoy, aunque estoy un poco decepcionada porque quería ganar el oro. Creo que lo hice bien, el salto no fue muy exitoso, pero en general me fue bien». En las finales, se posicionó quinta en barras asimétricas con 15.666 puntos y octava en la barra de equilibrio con 13.166 puntos.
Kómova dijo, «No he tenido mucha suerte en estos Juegos. He fallado al 100%. No sé si seguiré. Quiero volver a casa y tomarme un tiempo para pensarlo. Mis padres dicen que todo está OK, pero yo no lo siento así». Sin embargo, días después en una entrevista con la BBC rusa, afirmó que sus palabras sobre una posible retirada estuvieron influidas por sus emociones y su intención es llegar a los Juegos Olímpicos de Río de Janeiro 2016.

## Condecoraciones
- Medalla de la Orden al Mérito de la Patria de 1.er grado (13 de agosto de 2012): «Por su contribución al desarrollo de la cultura física y el deporte y logros en deportes en la XXX Olimpiada de 2012 en Londres (Reino Unido)».[39]
- Distinción del Gobernador del Óblast de Moscú «A la gloria del deporte» (28 de octubre de 2009).[40]